# 池杉昭次郎
池杉 昭次郎（いけすぎ しょうじろう、1931年 - 1995年8月12日）は、大洋ホエールズ→横浜大洋ホエールズ→横浜ベイスターズの私設応援団長。横浜・大洋ホエールズ友の会理事。
東京都の千住地域出身。本職は1976年までは横浜市交通局勤務で市電の運転士、以降は横浜市立図書館職員。

## 来歴
学生時代からスポーツ観戦を趣味としており、自身でもいくつか競技に取り組んでいた。
元々は東京勤務で後楽園に通っていたこともあり、巨人ファンであった。その後は勤務先が変わり川崎市へ移住。
応援団を組織するきっかけは1954年または1955年、たまたま観戦していた川崎球場での大洋・巨人戦。当時は最下位続きだった大洋が巨人に惨敗する中、社命で必死に応援している大洋漁業社員を気の毒に思い、大漁旗を振るのを代わったことに始まる。試合が終わって帰ろうとしたとき、応援していた社員からよく通る声と堂々たる旗さばきを見込まれ、「応援道具一式をあげるから、是非応援団を作ってくれ」と頼まれる。江戸っ子で頼まれたら嫌とは言えない性格の池杉は快諾。ここに応援団長・池杉昭次郎が誕生する。当初は応援団は1人だけ、あるいは5人だけであった。
その熱心さから観客のみならず選手や球団関係者にも親しまれ、選手からは「池杉は10人目の選手」と認められた。

### 1960年の大洋初優勝時
三原監督らの胴上げが行われた後、大洋側のダグアウトでは、共に応援を続けてきたファンから敬意を込めて池杉も胴上げを受けた。
優勝時の応援風景が写真に残っており、「まるは」印の法被に笛をくわえて必死に応援しながら、頬に涙が流れているのがはっきり写っているという。大洋・横浜時代を通じて唯一発行されている公式球団史『大洋ホエールズ十五年史』にも池杉の姿がキャプション入りで掲載されている。川崎市内の優勝パレードで、中部謙吉オーナーから「お前も乗れ」と声を掛けられてオープンカーに同乗しパレードに参加。大漁旗を振りまくり選手よりも目立っていたといわれる。後に「まるで夢のようだった」と語っている。
優勝に際して、中部からは応援団を代表して、金一封として10万円（現在の200万円以上）の大金を渡された。池杉は全てを応援団費として使い、収支表も保管されている。

### 晩年
1995年の夏頃から体調が悪化。「もう一度優勝を見るまでは死ねるか」と、酸素ボンベ持参で応援に執念を燃やすも、黄疸が悪化し入院。亡くなる直前には、意識混濁の中で銅鑼を叩く動作を繰り返した。肝不全と胆石の悪化で急逝。享年64。通夜の夜、横浜は広島東洋カープに勝利。試合終了の直後、団員の中から「団長、勝ったよ!」との声が上がり、大洋時代の応援歌「行くぞ大洋」を合唱。その日から49日間は喪章を付けての応援となった。球団OBの青田昇は「こんな男は二度と現れないだろう」と池杉の死を悼んだ。
1998年の38年ぶり2度目のリーグ優勝時には阪神甲子園球場のスタンドで、夫人が遺影とともに優勝の瞬間を見守った。日本シリーズ後の日本一パレードにも、球団の計らいで遺影として参加している。遺影はオープンバスの後続を走る球団バスに乗せられた。1960年と1998年の両方のパレードに「参加」したのは池杉だけである。

## 人物
本職の運転士に対する勤務態度も真面目であり、応援団に影響がないよう同僚・上司との勤務調整は欠かさなかった。応援を始めた当初は仕事のスケジュール調整に苦労し、内部で軋轢もあった。しかし熱心さと直向さで周囲を納得させ、同僚たちも「池杉なら仕方ない」と次第に認めてくれるようになった。後年「同僚には申し訳なかった」と語っている。
始めた当時の苦労から、若い団員には「自分の仕事はキチンとやれ。誠実にやれば必ず解ってもらえる。」と説いていた。「金はなくとも友達が財産」をモットーとした。
長男は桐蔭学園エースであったが、明治大学への進学直前の1976年に突然の交通事故で逝去。将来は大洋ホエールズに入団させるという夢を抱いていた池杉の落胆は想像に難くない。その後さらに夫人を癌で亡くした。

### 応援スタイル
ユーモアのある野次は川崎球場の名物であった。
1986年の取材によると、関東の球場を中心に年間90試合以上観戦する。
上述の大漁旗、そして1978年の横浜移転後は氷川丸の銅鑼がトレードマークだった。その頃の池杉はダグアウトの上に駆け上り、お客に深々と一礼の後、口にくわえた笛を吹き、手にした銅鑼を打ち鳴らすというスタイルだった。チームの遠征にも付いて行き、若い団員の面倒もよく見たため給料は全く家に入れず、家計は専ら夫人が支えていた。後に夫人は「とんでもない亭主だった」と笑いながら取材に答えている。